# Martrin
Martrin (okzitanisch Martrinh) ist ein Ort und eine südfranzösische Gemeinde mit 234 Einwohnern (Stand 1. Januar 2022) im Département Aveyron in der Region Okzitanien (vor 2016 Midi-Pyrénées). Sie gehört zum Arrondissement Millau und zum Kanton Causses-Rougiers. Die Einwohner werden Martrinols genannt.

## Lage
Martrin liegt etwa 40 Kilometer östlich von Albi im Südwesten der historischen Provinz Rouergue. Im südlichen Gemeindegebiet verläuft das Flüsschen Gos, das zur Rance entwässert. Umgeben wird Martrin von den Nachbargemeinden Coupiac im Westen und Norden, Montclar im Norden und Nordosten, Saint-Juéry im Osten, La Serre im Süden sowie Saint-Sernin-sur-Rance im Südwesten.

## Bevölkerungsentwicklung
| Jahr                       | 1962 | 1968 | 1975 | 1982 | 1990 | 1999 | 2006 | 2019 |
| Einwohner                  | 423  | 366  | 305  | 272  | 241  | 238  | 219  | 222  |
| Quellen: Cassini und INSEE |      |      |      |      |      |      |      |      |

## Sehenswürdigkeiten
- Menhire
- Kirche Notre-Dame-de-Septembre mit befestigtem Glockenturm, Monument historique seit 1927

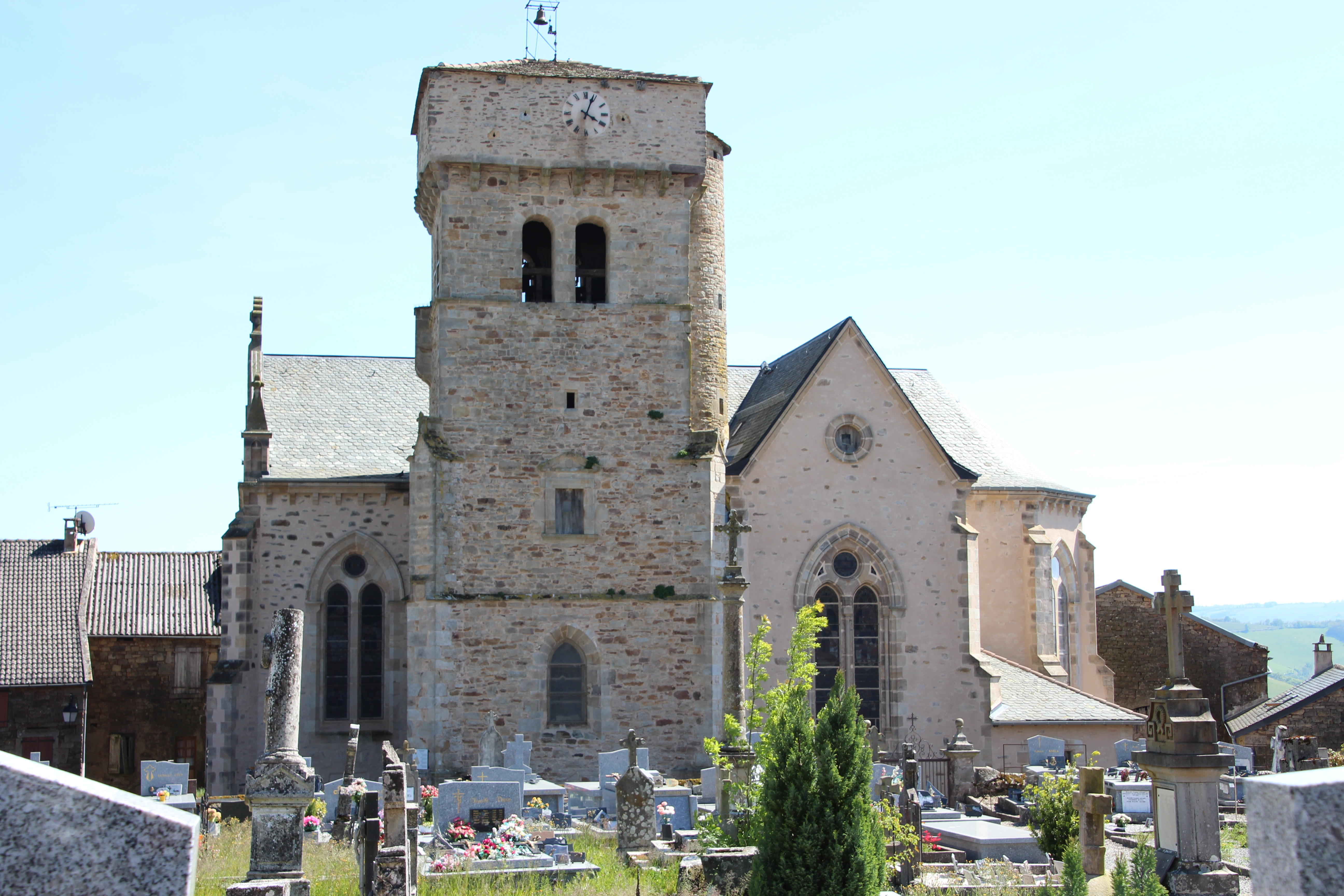
Kirche Notre-Dame-de-Septembre